# Mariusz Fyrstenberg
 (Varsavia, 8 luglio 1980) è un allenatore di tennis ed ex tennista polacco, specializzato nel doppio, specialità in cui ha raggiunto la sesta posizione mondiale il 6 agosto 2012 e si è aggiudicato diciotto tornei, di cui quindici in coppia col connazionale Marcin Matkowski.
Ha raggiunto insieme a Matkowski la finale agli US Open 2011 e alle ATP Finals dello stesso anno. Attualmente è allenatore di Jan Zieliński e Sander Gillé. Ha allenato anche Wesley Koolhof fino al ritiro nel 2024 e Hugo Nys.

## Statistiche

### Doppio

#### Vittorie (18)
| Legenda                                                   |
| Grande Slam (0)                                           |
| Tennis Masters Cup / ATP World Tour Finals (0)            |
| Masters Series / ATP World Tour Master 1000 (2)           |
| International Series Gold / ATP World Tour 500 Series (3) |
| International Series / ATP World Tour 250 Series (13)     |

| Numero | Data              | Torneo                                   | Superficie  | Compagno          | Avversari in finale               | Punteggio              |
| 1.     | 28 luglio 2003    | Orange Prokom Open, Sopot                | Terra rossa | Marcin Matkowski  | František Čermák Leoš Friedl      | 6–4, 6(7)–7, 6–3       |
| 2.     | 23 febbraio 2004  | Brasil Open, Bahia                       | Terra rossa | Marcin Matkowski  | Tomas Behrend Leoš Friedl         | 6–2, 6–2               |
| 3.     | 1º agosto 2005    | Orange Prokom Open, Sopot (2)            | Terra rossa | Marcin Matkowski  | Lucas Arnold Ker Sebastián Prieto | 7–6(7), 6–4            |
| 4.     | 11 settembre 2006 | BCR Open Romania, Bucarest               | Terra rossa | Marcin Matkowski  | Martín García Luis Horna          | 6(5)–7, 7–6(5), [10–8] |
| 5.     | 30 luglio 2007    | Orange Prokom Open, Sopot (3)            | Terra rossa | Marcin Matkowski  | Martín García Sebastián Prieto    | 6–1, 6–1               |
| 6.     | 7 ottobre 2007    | Vienna Open, Vienna                      | Terra rossa | Marcin Matkowski  | Christopher Kas Tomas Behrend     | 6–4, 6–2               |
| 7.     | 9 giugno 2008     | Orange Prokom Open, Varsavia (4)         | Terra rossa | Marcin Matkowski  | Nikolaj Davydenko Jurij Ščukin    | 6–0, 3–6, [10–4]       |
| 8.     | 12 ottobre 2008   | Mutua Madrileña Madrid Open, Madrid      | Terra rossa | Marcin Matkowski  | Mahesh Bhupathi Mark Knowles      | 7–6(2), 7–6(8)         |
| 9.     | 19 giugno 2009    | AEGON International, Eastbourne          | Erba        | Marcin Matkowski  | Travis Parrott Filip Polášek      | 6–4, 6–4               |
| 10.    | 28 settembre 2009 | Malaysian Open, Kuala Lumpur             | Terra rossa | Marcin Matkowski  | Igor' Kunicyn Jaroslav Levinský   | 6–2, 6–1               |
| 11.    | 18 giugno 2010    | AEGON International, Eastbourne (2)      | Erba        | Marcin Matkowski  | Colin Fleming Ken Skupski         | 6–3, 5–7, [10–8]       |
| 12.    | 29 aprile 2012    | Barcelona Open Banc Sabadell, Barcellona | Terra rossa | Marcin Matkowski  | Marcel Granollers Marc López      | 2-6, 7–6(7), [10-8]    |
| 13.    | 13 ottobre 2012   | Mutua Madrid Open, Madrid (2)            | Terra blu   | Marcin Matkowski  | Robert Lindstedt Horia Tecău      | 6-3, 6-4               |
| 14.    | 21 luglio 2013    | International German Open, Amburgo       | Terra rossa | Marcin Matkowski  | Alexander Peya Bruno Soares       | 3-6, 6-1, [10-8]       |
| 15.    | 5 gennaio 2014    | Brisbane International, Brisbane         | Cemento     | Daniel Nestor     | Juan Sebastián Cabal Robert Farah | 6(4)–7, 6-4, [10-7]    |
| 16.    | 21 settembre 2014 | Open de Moselle, Metz                    | Cemento (i) | Marcin Matkowski  | Marin Draganja Henri Kontinen     | 6(3)–7, 6–3, [10–8]    |
| 17.    | 15 febbraio 2015  | Memphis Open, Memphis                    | Cemento (i) | Santiago González | Artem Sitak Donald Young          | 5–7, 7–6(1), [10–8]    |
| 18.    | 14 febbraio 2016  | Memphis Open, Memphis (2)                | Cemento (i) | Santiago González | Steve Johnson Sam Querrey         | 6–4, 6–4               |

#### Finali perse (26)
| Legenda                                                   |
| Grande Slam (1)                                           |
| Tennis Masters Cup / ATP World Tour Finals (1)            |
| Masters Series / ATP World Tour Master 1000 (4)           |
| International Series Gold / ATP World Tour 500 Series (6) |
| International Series / ATP World Tour 250 Series (14)     |

| Numero | Data              | Torneo                                            | Superficie       | Compagno            | Avversari in finale                    | Punteggio               |
| 1.     | 26 settembre 2005 | Campionati Internazionali di Sicilia, Palermo     | Terra rossa      | Marcin Matkowski    | Martín García Mariano Hood             | 2-6, 3-6                |
| 2.     | 20 febbraio 2006  | Brasil Open, Bahia                                | Terra rossa      | Marcin Matkowski    | Lukáš Dlouhý Pavel Vízner              | 1-6, 4-6, [3-10]        |
| 3.     | 24 aprile 2006    | Torneo Godó, Barcellona                           | Terra rossa      | Marcin Matkowski    | Mark Knowles Daniel Nestor             | 2-6, 7–6(4), [5-10]     |
| 4.     | 21 agosto 2006    | Pilot Pen Tennis, New Haven                       | Cemento          | Marcin Matkowski    | Jonathan Erlich Andy Ram               | 3-6, 3-6                |
| 5.     | 25 settembre 2006 | Campionati Internazionali di Sicilia, Palermo (2) | Terra rossa      | Marcin Matkowski    | Martín García Luis Horna               | 6(1)–7, 6(2)–7          |
| 6.     | 24 ottobre 2006   | Swiss Indoors, Basilea                            | Sintetico indoor | Marcin Matkowski    | Mark Knowles Daniel Nestor             | 6-4, 4-6, [8-10]        |
| 7.     | 19 agosto 2007    | Pilot Pen Tennis, New Haven (2)                   | Cemento          | Marcin Matkowski    | Mahesh Bhupathi Nenad Zimonjić         | 3-6, 3-6                |
| 8.     | 1º ottobre 2007   | Open de Moselle, Metz                             | Cemento indoor   | Marcin Matkowski    | Arnaud Clément Michaël Llodra          | 1-6, 4-6                |
| 9.     | 15 ottobre 2007   | Mutua Madrileña Madrid Open, Madrid               | Cemento indoor   | Marcin Matkowski    | Bob Bryan Mike Bryan                   | 3-6, 6(4)–7             |
| 10.    | 28 aprile 2008    | Torneo Godó, Barcellona (2)                       | Terra rossa      | Marcin Matkowski    | Bob Bryan Mike Bryan                   | 3-6, 2-6                |
| 11.    | 8 settembre 2008  | BCR Open Romania, Bucarest                        | Terra rossa      | Marcin Matkowski    | Nicolas Devilder Paul-Henri Mathieu    | 6(4)–7, 7–6(9), [20-22] |
| 12.    | 29 settembre 2008 | Open de Moselle, Metz (2)                         | Cemento indoor   | Marcin Matkowski    | Arnaud Clément Michaël Llodra          | 7-5, 3-6, [8-10]        |
| 13.    | 9 agosto 2009     | Legg Mason Tennis Classic, Washington             | Cemento          | Marcin Matkowski    | Martin Damm Robert Lindstedt           | 5-7, 6(3)–7             |
| 14.    | 12 ottobre 2009   | Shanghai Masters, Shanghai                        | Cemento          | Marcin Matkowski    | Julien Benneteau Jo-Wilfried Tsonga    | 2-6, 4-6                |
| 15.    | 3 ottobre 2010    | Malaysian Open, Kuala Lumpur                      | Cemento          | Marcin Matkowski    | František Čermák Michal Mertiňák       | 6(3)–7, 6(5)–7          |
| 16.    | 10 ottobre 2010   | China Open, Pechino                               | Cemento          | Marcin Matkowski    | Bob Bryan Mike Bryan                   | 1-6, 6(5)–7             |
| 17.    | 17 ottobre 2010   | Shanghai Masters, Shanghai (2)                    | Cemento          | Marcin Matkowski    | Jürgen Melzer Leander Paes             | 5-7, 6-4, [5-10]        |
| 18.    | 31 ottobre 2010   | Vienna Open, Vienna                               | Cemento          | Marcin Matkowski    | Daniel Nestor Nenad Zimonjić           | 5-7, 6-3, [5-10]        |
| 19.    | 11 settembre 2011 | US Open, New York                                 | Cemento          | Marcin Matkowski    | Philipp Petzschner Jürgen Melzer       | 2-6, 2-6                |
| 20.    | 26 novembre 2011  | ATP World Tour Finals, Londra                     | Cemento indoor   | Marcin Matkowski    | Maks Mirny Daniel Nestor               | 5-7, 3-6                |
| 21.    | 3 marzo 2012      | Dubai Tennis Championships, Dubai                 | Cemento          | Marcin Matkowski    | Rohan Bopanna Mahesh Bhupathi          | 4-6, 6-3, [5-10]        |
| 22.    | 30 marzo 2013     | Sony Ericsson Open, Miami                         | Cemento          | Marcin Matkowski    | Aisam-ul-Haq Qureshi Jean-Julien Rojer | 4-6, 1-6                |
| 23.    | 27 aprile 2014    | BRD Năstase Țiriac Trophy, Bucarest               | Terra rossa      | Marcin Matkowski    | Jean-Julien Rojer Horia Tecău          | 4-6, 4-6                |
| 24.    | 1º marzo 2015     | Abierto Mexicano Telcel, Acapulco                 | Cemento          | Santiago González   | Ivan Dodig Marcelo Melo                | 6(2)–7, 7-5, [3-10]     |
| 25.    | 25 luglio 2015    | Croatia Open Umag, Umago                          | Terra rossa      | Santiago González   | André Sá Máximo González               | 6–4, 3–6, [5–10]        |
| 26.    | 2 ottobre 2016    | Chengdu Open, Chengdu                             | Cemento          | Pablo Carreño Busta | Raven Klaasen Rajeev Ram               | 6(2)–7, 5-7             |